# Bokkoe
Bokkoe, ook wel Boku, was een Surinaams marronleider. Hij was de eerste leider van de Kwinti's.

## Biografie
In de jaren 1740 is er vrijwel niets gerapporteerd over de Kwinti's en in 1750 kwam de naam van Bokkoe naar voren als leider. Hij was gevestigd in Duivelsbroekzwamp, westelijk van Paramaribo gelegen tussen de Saramaccarivier en de Atlantische Oceaan. Patrouilles konden zijn dorpen niet vinden, totdat ze de gevluchte slaafgemaakte Kodjo in handen kregen. Die wees een grote patrouille, bestaand uit vijftig burgers en 101 zwarte dragers, de weg naar vier dorpen met mooie tuinen. Toen ze aankwamen waren de dorpen nagenoeg verlaten, op de vrouw van het dorpshoofd, een ander vrouw en een man na.
In maart 1751 kwam een groep inheemsen naar Paramaribo om te vragen naar wapens, omdat marrons aan de Beneden-Saramacca (het woongebied van de Kwinti's), een inheemse leider hadden gedood. In mei kwamen ze terug met twaalf gevangengenomen vrouwen en enkele kinderen. Tijdens hun aanval hadden ze tien mannen, vier vrouwen en enkele kinderen vermoord, en hun afgehakte rechterhanden meegenomen als bewijs. Per rechterhand ontvingen ze 50 gulden premie. Vijf jaar lang werd er sindsdien amper iets gerapporteerd over de Kwinti's, tot inheemsen in februari 1756 en twee jaar later opnieuw de aanval kozen tegen Kwintidorpen. in september 1958 werd een marron gevangengenomen die een patrouille de weg wees naar een Kwintidorp in het Paragebied.
Bokkoe overleed rond 1765. Op zijn graf preek in 1770 het hoofd van een blanke man, die zijn opvolger Kofi tijdens een insluiping van een plantage had buitgemaakt.